# Clarence Stanley Fisher
Clarence Stanley Fisher (17. srpna 1876, Filadelfie – 20. července 1941, Jeruzalém) byl americký archeolog.

## Život
Clarence Stanley Fisher se narodil 17. srpna 1876 ve Filadelfii. Studoval architekturu na Pensylvánské univerzitě. Během první světové války společně s Georgem Reisnerem vedl archeologické výzkumy v Palestině pod záštitou muzea archeologie Pensylvánské univerzity. Po válce se nadále věnoval archeologickým výzkumům na Blízkém východě a roku 1924 získal na Pensylvánské univerzitě čestný doktorát. Roku 1925 byl na Americké univerzitě orientálního výzkumu jmenován profesorem. Zemřel 20. července 1941 v Jeruzalémě.